# سیارک ۱۱۶۲۰
سیارک ۱۱۶۲۰ (به انگلیسی: 11620 Susanagordon، نام‌گذاری: 1996OE2)۱۱۶۲۰مین سیارک کشف شده‌است که در ۲۳ ژوئیه ۱۹۹۶ کشف شد.